# Jeu vidéo de stratégie

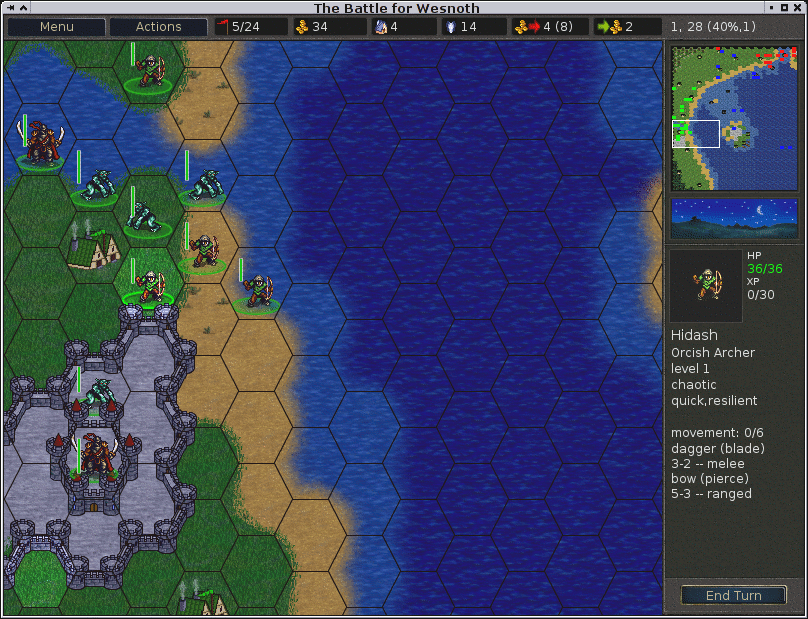
image décrivant un jeu de stratégie du nom de : Battle for Wesnoth

Le jeu vidéo de stratégie est un genre de jeu vidéo qui met l’accent sur la capacité du joueur à surpasser l’adversaire, que ce soit un ordinateur ou un humain, par la réflexion et la planification plutôt que par la vitesse de réaction ou la dextérité. Dans la plupart des jeux vidéo de stratégie, le joueur visualise le monde du jeu de l’extérieur et contrôle les unités sous son commandement. Ils intègrent généralement une dimension militaire, qui peut être plus ou moins présente, et impliquent des considérations tactiques et stratégiques. En plus de l’aspect militaire, les jeux de stratégie comportent également souvent des éléments d’exploration et de gestion économique.

## Définition
Le jeu vidéo de stratégie est un genre de jeu vidéo qui met l’accent sur la capacité du joueur à surpasser l’adversaire, que ce soit un ordinateur ou un humain, par la réflexion et la planification plutôt que par la vitesse de réaction ou la dextérité. Dans la plupart des jeux vidéo de stratégie, le joueur visualise le monde du jeu de l’extérieur et contrôle les unités sous son commandement. Ils intègrent généralement une dimension militaire, qui peut être plus ou moins présente, et impliquent des considérations tactiques et stratégiques. En plus de l’aspect militaire, les jeux de stratégie comportent également souvent des éléments d’exploration et de gestion économique.

## Caractéristiques

### Tour par tour vs. temps réel
Les premiers jeux vidéo de stratégie s’inspirent des jeux de plateau et des jeux de guerre et ont donc en commun de se dérouler au tour par tour. La distinction entre jeu de stratégie au tour par tour et jeu de stratégie en temps réel est ainsi un concept relativement récent. Jusque dans les années 1990, la majorité des jeux de stratégie se déroulent ainsi au tour par tour, à l’opposé des jeux d’action et de leur gameplay en temps réel. Du fait de leurs origines respectives, les deux genres sont considérés comme incompatibles. Les premiers ont en effet hérité de la lenteur et de la complexité des jeux de plateau et les seconds de la rapidité et de la simplicité des jeux d’arcade. L’idée d’introduire le temps réel dans un jeu de stratégie est donc rarement appliquée et n’émerge que graduellement, à partir de tentatives ponctuelles visant à combiner l’excitation et la rapidité des jeux d’action avec la réflexion et la profondeur des jeux de stratégie. Le premier à exploiter cette idée est sans doute Don Daglow avec le jeu de stratégie Utopia (1981) qui met deux joueurs aux commandes de nations insulaires dans une course au développement. Bien qu’il se déroule au tour par tour, il permet en effet aux joueurs de manœuvrer leurs navires en temps réel au cours d’un tour. L’idée de combiner action et stratégie est également à l’origine de Cytron Masters (1982) de Dan Bunten qui contrairement à son prédécesseur,  se déroule entièrement en temps réel. Après  ce dernier, d’autres wargames comme Legionnaire (1982) de Chris Crawford, Stonkers (1983) ou The Ancient Art of War (1984) proposent un système de jeu en temps réel, plus centré sur l’action et la tactique que la stratégie. D’autres titres, comme Nether Earth (1987) et Modem Wars (1988), continue ensuite d’exploiter le concept du temps réel dans des jeux de stratégie, mais c’est Herzog Zwei (1989) qui pose véritablement les bases genre. C’est finalement en 1992 que le terme « jeu de stratégie en temps réel » est utilisé pour la première fois, par Brett Sperry, le producteur de Dune II, pour tenter de décrire le jeu alors développé par Westwood Studios. Son succès et celui de ses successeurs dont Warcraft et Command and Conquer popularise ce terme dans la deuxième moitié des années 1990 et ainsi faire émerger la distinction entre jeu de stratégie au tour par tour et jeu de stratégie en temps réel,.
Les jeux de stratégie au tour par tour et de stratégie en temps réel se distinguent principalement par leur rythme. Les premiers donnent en effet le temps de réfléchir au joueur, ce qui implique qu’ils se focalisent moins sur l’action et plus sur la prise de décision. Dans les seconds, l’action se déroule en temps réel et le joueur ne dispose donc que d’un temps limité pour gérer ses ressources et ses bases et contrôler ses unités. Cela ajoute une nouvelle dimension au jeu en plus de la dimension stratégique déjà présente dans les jeux de stratégie au tour par tour. Ainsi, en plus de devoir planifier sa stratégie, le joueur doit assurer le micromanagement de ses bases et de ses unités, c’est-à-dire qu’il doit simultanément assurer la récolte des ressources, la construction de bâtiments, la production d’unités et contrôler les différentes unités de son armée, parfois en plusieurs endroits. Cette notion de micromanagement est parfois critiquée car elle fait uniquement appel aux « capacités physiques » du joueur et met l’accent sur l’action, parfois au détriment de la prise de décision. C’est néanmoins un des aspects les plus importants des jeux de stratégie en temps réel puisqu’il permet de les différencier des jeux de stratégie au tour par tour,.

### Échelle
La notion d’échelle dans les jeux vidéo de stratégie et d’abord utilisé pour caractériser un wargame en reprenant les désignations utilisées dans le domaine du jeu de guerre sur table. L’échelle d’un wargame se traduit ainsi par celle des cases qui composent son champ de bataille et des unités ainsi que par la durée que représente chaque tour de jeu. Pour un wargame qui simule des combats terrestres, et dans une moindre mesure pour les combats navals ou aériens, on distingue traditionnellement trois niveaux d’échelle : tactique, opérationnel et stratégique. Le niveau tactique permet au joueur de contrôler des petites unités, qui représente un soldat ou une compagnie, sur des cartes dont une case représente entre quelques mètres et quelques centaines de mètres et dont chaque tour correspond à une durée pouvant aller de quelques secondes à quelques heures. Le niveau opérationnel permet au joueur de contrôler des unités d’une taille comprise entre le bataillon et la division, ou un groupe de navires ou d’avions. Ce niveau couvre des jeux ou la tactique (la manœuvre précise des unités) reste plus importante que la stratégie (l’allocation des ressources à une échelle globale). Le niveau stratégique permet au joueur de contrôler plusieurs armées, voir une nation entière dont il peut avoir à gérer les aspects économiques et politiques en plus de celui militaire. Les cases de la cartes représentent généralement des dizaines, voire des centaines, de kilomètre et un tour de jeu représente plusieurs semaines ou mois,. Plus généralement, on ne distingue cependant que deux niveaux d’échelles dans le domaine des jeux vidéo de stratégie – le niveau tactique et le niveau stratégique – qui ne correspondent pas exactement à leur équivalent dans les wargames. Les termes jeu de tactique en temps réel et jeu de tactique au tour par tour désignent ainsi des jeux qui se concentrent uniquement sur les combats et qui mettent de côté les éléments de construction de base, de gestion des ressources et de recherche technologique des jeux de stratégie,. Ils se caractérisent généralement par la mise à disposition du joueur d’un nombre prédéfini d’unité et par des mécanismes de combats plus riches qui mettent l’accent sur la configuration du terrain et la formation et le positionnement des unités. Les termes jeu de stratégie en temps réel et jeu de stratégie au tour par tour désignent au contraire des jeux de stratégie qui se focalise autant sur la gestion que sur les combats, avec par exemple des éléments de collecter des ressources, de construction de base, de production d’unité et de recherche technologique,. Un troisième niveau, désigné par le terme jeu de grande stratégie, est également utilisé pour décrire les jeux de qui se focalise sur la stratégie à grande échelle dans lequel le joueur doit gérer ses ressources et les mouvements de ses armées dans des conflits englobant plusieurs pays.

## Historique

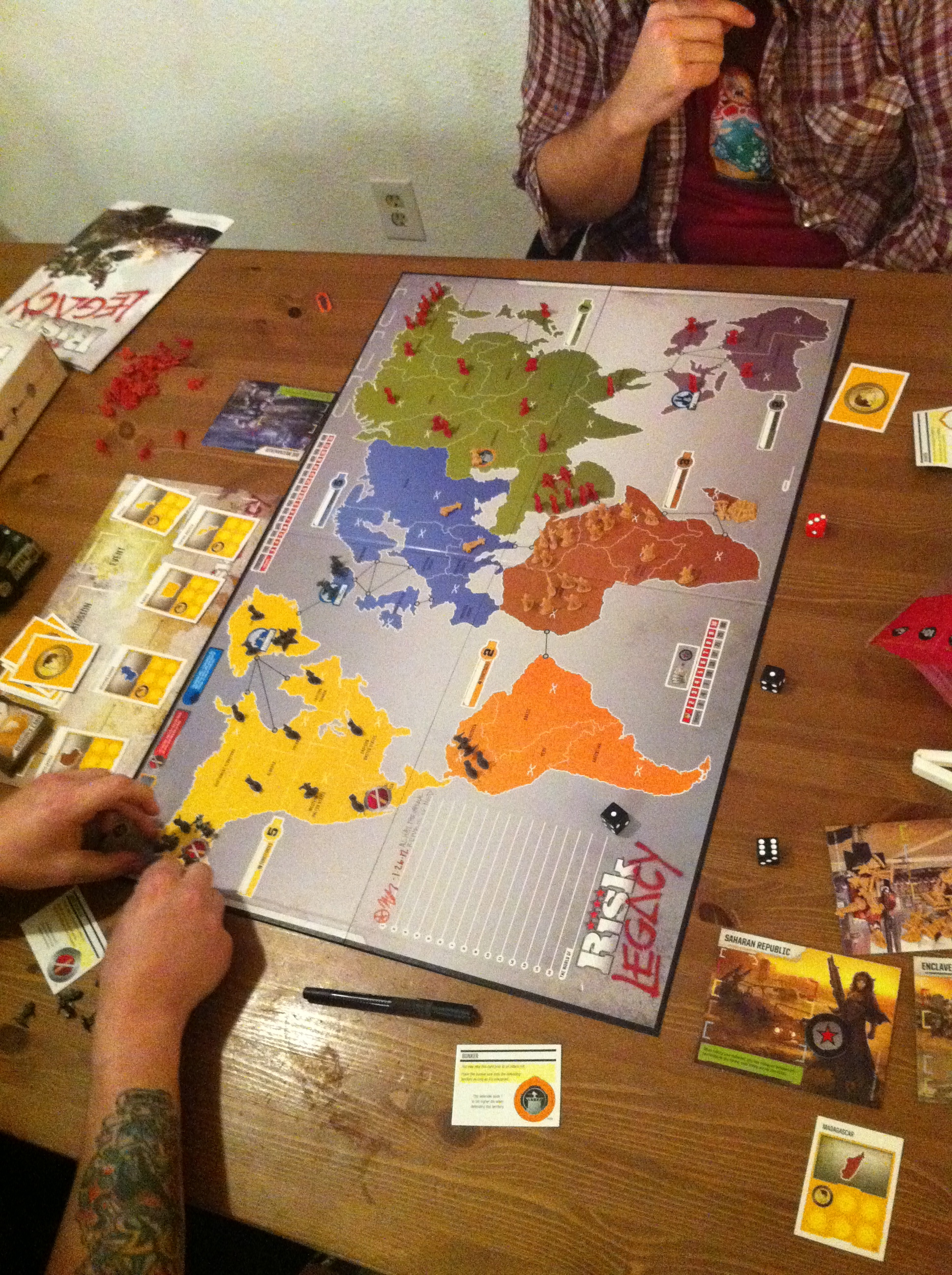
jeu de société Risk un exemple de jeux de strategie sur plateaux

### Genèse
Les jeux vidéo de stratégie trouvent leur origine dans les jeux de stratégie sur table et plus particulièrement dans les jeux de guerre. Ces derniers, depuis longtemps utilisés pour entrainer les armées du monde entier, font leur apparition sur ordinateur central dans les années 1950 et 1960 avec le développement des premières simulations de combat destinées à l’armée des États-Unis, dont Hutspiel (1955) et Theaterspiel (1961). Réservés à des applications militaires, ces premiers programmes de stratégie ne sont cependant pas des divertissements et ne sont donc pas véritablement des jeux vidéo. Dans les années 1960, une première génération de passionné de jeu de stratégie entre à l’université ou dans l’armée et entre ainsi en contact avec les premiers ordinateurs centraux, sur lesquels apparaissent les premiers vrais jeux vidéo de stratégie. Au cours des années 1970, plusieurs wargames et jeu d'artillerie textuels sont ainsi développés sur des ordinateurs centraux et distribués gratuitement dont notamment Empire, programmé par Walter Bright en 1977 sur un ordinateur PDP-10, qui est considéré comme le premier jeu vidéo de stratégie au tour par tour et qui inspire de nombreux jeunes développeurs qui découvre alors les possibilités qu’offre l’ordinateur en matière de jeu de stratégie,. 

### Débuts
À la fin des années 1970, l’arrivée des premiers modèles de micro-ordinateurs – l’Apple II, le TRS-80 et le Commodore PET – ouvre la voie à la commercialisation des premiers jeux de stratégie grand public. En 1978, Chris Crawford est ainsi le premier à commercialiser un wargame sur micro-ordinateur, Tanktics, et la même année Jon Freeman et Jim Connelley fondent Automated Simulations et publient leurs premiers jeux de stratégie, Starfleet Orion (1978) puis Invasion Orion (1979),,. En 1980, Strategic Simulations ouvre la voie à la professionnalisation du secteur avec la commercialisation du wargame Computer Bismarck sur Apple II qui permet au studio de s'imposer comme un éditeur sérieux grâce à ses graphismes en couleur et son packaging de qualité professionnel. Cette réputation attire de nombreux développeurs indépendant qui souhaitent faire publier leurs créations, ce qui permet à Strategic Simulations de publier un grand nombre de wargames et ainsi de s'imposer comme le leader de ce marché malgré la concurrence d’Avalon Hill, l’un des principaux éditeurs de jeu de guerre sur table, qui lance sa propre gamme de wargames sur ordinateur en 1980,. Au cours des années 1980, Strategic Simulations publie un très grand nombre de wargame dont par exemple Guadacanal Campaign (1983), Kampfgruppe (1985) ou Panzer Strike (1987) dévéloppés par un des pères fondateurs du genre, Gary Grigsby. De l'autre côté du Pacifique, après avoir fait publier plusieurs de ses wargame par Strategic Simulations, Roger Keating s’associe avec Ian Trout en 1982 pour fonder le studio Strategic Studies Group qui s'impose comme un ténor du genre avec des jeux comme Carriers at War (1984), Battlefront (1987) ou la série des Decisives Battle of the American War (1988). Les deux sociétés ne sont cependant pas les seules impliqués sur ce marché. Au milieu des années 1980, MicroProse publie ainsi plusieurs wargame de Sid Meier dont notamment Crusade in Europe (1985) et Decision in the Desert (1985) et en 1989, Three-Sixty Pacific publie Harpoon, qui s'impose comme un des meilleurs jeux du genre et qui fait l'objet de nombreuses adaptations et suites.

### Différenciation
Du fait de l’influence des jeux de plateau, les premiers jeux vidéo de stratégie sont ainsi des wargames qui se focalisent sur l’aspect militaire. Avec Utopia, publié en 1981 sur la console la console Intellivision, Don Daglow propose une nouvelle approche en se focalisant autant sur la gestion des ressources que sur les combats. Il préfigure ainsi un nouveau genre de jeu de stratégie, le jeu 4X, mais aussi un nouveau genre de jeu de gestion, le city-builder,. En 1983, la sortie de plusieurs jeux de stratégie innovants entraine le genre dans de nouvelles directions. C’est notamment le cas de Archon: The Light and the Dark (1983) avec son concept de jeu d’échecs dans lequel la prise de contrôle d’une case est décidé par un combat, de Artillery Duel (1983) qui pose les bases du jeu d'artillerie, de Reach for the Stars (1983) qui est considéré comme le premier véritable jeu 4X, et de Nobunaga's Ambition (1983) de Koei qui popularise un autre sous-genre, plus tard désigné sous le nom de jeu de grande stratégie. C’est cependant le jeu M.U.L.E. (1983) de Dan Bunten qui s’impose comme le plus novateur avec son concept de course économique multijoueur qui démontre que les jeux de stratégie n’ont pas forcément à être des jeux de guerre. L’année suivante marque les débuts de Julian Gollop avec la sortie de Nebula (1984) puis de Rebelstar Raiders (1984) sur ZX Spectrum qui, en se focalisant sur la gestion d'une escouade, proposent une approche inédite du genre qui posent ainsi les bases du jeu de tactique au tour par tour. Les années suivantes, le genre continue de se développer. Koei publie ainsi la suite de Nobunaga’s Ambition ainsi que trois autres jeux de stratégie au tour par tour : Genghis Khan (1987), Bandit Kings of Ancient China (1988) et L'Empereur (1989). De son côté, Julian Gollop publie Rebelstar (1986) puis Laser Squad (1988), qui pose les bases de la série X-COM. Après ses débuts dans le domaine du jeu de rôle avec la série Might and Magic, New World Computing se lance dans la stratégie au tour par tour avec Nuclear War (1989) puis King’s Bounty (1990). Avec son système de jeu inédit qui combine deux phases de jeu distinctes, une pour le déplacement des héros sur une carte du monde et une pour les combats sur un plateau de cases hexagonales, ce dernier pose les bases de la série Heroes of Might and Magic.

### Démocratisation
Le début des années 1990 est d’abord marqué par la sortie de Civilization (1991) de Sid Meier dont le succès popularise le jeu 4X et stimule le marché des jeux de stratégie au tour par tour. Les années suivantes voient ainsi apparaitre de nombreux jeux 4X dont notamment Master of Orion (1993), Master of Magic (1994)  ou Heroes of Might and Magic (1995) qui connaissent un certain succès commercial. Les jeux de tactique au tour par tour connaissent également un regain de popularité avec des titres comme Battle Isle (1991), Jagged Alliance (1994) et le premier volet de la série X-COM, UFO: Enemy Unknown (1994), qui ajoute au genre une dimension stratégique en combinant gestion des ressources et combat tactique. En parallèle, la sortie au Japon de Fire Emblem (1990) sur NES et de Shining Force (1992) sur Mega Drive pose les bases d’un rapprochement entre les jeux de tactique au tour par tour et les jeux vidéo de rôle, qui donne naissance au sous-genre du tactical RPG. Malgré l’essor de la stratégie au tour par tour, le wargame reste un genre relativement populaire et plusieurs titres de Strategic Simulations, Strategic Studies Group, Interactive Magic, Atomic Games et Impressions Games rencontrent un certain succès. Dans ce domaine, le studio TalonSoft se démarque avec la série Battleground, qui débute avec Battleground: Ardennes (1995) et qui compte une dizaine de titres couvrant en particulier la guerre de Sécession et les guerres napoléoniennes, et la série The Operational Art of War (1998), qui est reconnu comme un des meilleurs wargames à l’échelle opérationnelle. Le plus célèbres wargames des années 1990 est cependant Panzer General  (1994) de Strategic Simulations, qui parvient à populariser le genre auprès du grand public. Il s’impose ainsi comme le plus gros succès du genre et donne lieu à de nombreux dérivés et suites dont Allied General  (1995), Star General (1996), Fantasy General (1996), Pacific General (1997) et Panzer General II (1997).

### Essor du temps réel
Le début des années 1990 est également marqué par la sortie de Dune II (1992) de Westwood Studios qui popularise le terme jeu de stratégie en temps réel et introduit le concept du « récolter, construire et détruire » qui définit le genre. Ce concept est ensuite transposé dans un univers médiéval-fantastique par Blizzard Entertainment avec Warcraft: Orcs and Humans (1994), qui introduit notamment un mode multijoueur. Les deux studios publient ensuite respectivement Command and Conquer (1995), son spin-off Alerte rouge (1996) et Warcraft II (1995),. Porté par le succès de ces derniers et par la compétition entre Westwood et de Blizzard Entertainment, le genre devient particulièrement populaire et donne lieu à de nombreux clones, dont notamment Age of Empires (1997), Total Annihilation (1997) et StarCraft (1998) qui contribuent à propulser le genre à un nouveau sommet de popularité,. Avec plus de onze millions de copies vendues dans le monde, StarCraft devient le jeu vidéo de stratégie le plus vendu de tous les temps et le succès inédit de son mode multijoueur entraîne le développement de véritables circuits de compétition professionnelle – notamment en Corée du Sud - dans lesquelles les meilleurs joueurs s’affrontent pour d’impressionnantes récompenses,. L’influence des jeux de stratégie en temps réel et le succès de Close Combat (1996) puis de Myth : Les Seigneurs damnés (1997) permet également au jeu de tactique en temps réel de s’imposer comme un genre à part entière, dérivé des jeux de stratégie en temps réel mais destiné à un public plus intéressé par les combats que par la gestion des ressources. 

### Déclin du tour par tour et des wargames
Si la popularité des jeux de stratégie en temps réel explose à la fin des années 1990, celle des jeux de stratégie au tour par tour se stabilise. Ainsi, si les séries Civilization et Heroes of Might and Magic restent populaires, très peu de nouveaux jeux de stratégie au tour par tour parviennent à obtenir les faveurs du grand public. Le genre connaît un dernier sursaut avec le succès de Advance Wars (2001) sur Game Boy Advance et de Civilization III (2001) mais la popularité des jeux de stratégie au tour par tour décline dans les années suivantes du fait de la prédominance des jeux de stratégie en temps réel et de la 3D, qui s’accompagne d’une place plus importante donnée à l’action. Les suites ou les remakes des séries marquante du genre continue néanmoins d'interesser les joueurs, que ce soit avec Age of Wonders III (2014), XCOM: Enemy Unknown (2012) ou les Civilization suivants. De la même manière, après le succès de Panzer General, les ventes de wargames déclines dans la deuxième moitié des années 1990. Quelques développeurs indépendants parviennent néanmoins à maintenir le genre en vie grâce notamment à la vente par Internet. C'est notamment le cas de Shrapnel Games, avec des titres comme Armies of Armageddon ou Danger Forward: Combat Command II, ou encore de HPS Simulations qui publie notamment les séries Panzer Campaigns et Squad Battles développées par John Tiller.

## Sous-genres

### Wargame
Un wargame est un genre de jeu vidéo de stratégie inspiré du jeu de guerre sur table,. Le thème des wargames est généralement la guerre et leur objet est de permettre au joueur de recréer des événements spécifiques, qu'ils soient historique ou non, et d'en modifier le cours. Comme les autres jeux de stratégie, ils se focalisent sur des compétences intellectuelles du joueur, la stratégie et la tactique, plutôt que sur sa vitesse de réaction et sa dextérité. Ils se caractérisent également par leur réalisme qui leur vaut d'être également utilisé dans un contexte professionnel, notamment dans l’armée. Ils sont généralement destinés aux ordinateurs plutôt qu’aux consoles de jeux vidéo. Leurs mécanismes de jeu sont en effet plus adaptés à l’utilisation du clavier et de la souris qu’à celle d’une manette et, historiquement, l’ordinateur est le support de prédilection des jeux vidéo dits « intellectuels ».

### Stratégie au tour par tour
Comme son nom l'indique, un jeu de stratégie au tour par tour est un genre de jeu vidéo de stratégie qui se déroule au tour par tour et dans lequel le joueur doit donc « attendre son tour » pour jouer. Par opposition avec un jeu de stratégie en temps réel, il donne donc au joueur le temps de réfléchir ce qui implique qu'il se focalise moins sur l'action et plus sur la prise de décision. Il se caractérise également par la gestion des ressources. Les joueurs disposent en effet d’une quantité limitée de ressources ce qui les pousse à réfléchir à la manière optimale de les utiliser. Enfin, les déplacements des unités y sont généralement restreints, ce qui met l’accent sur l’optimisation de leur positionnement.

### Stratégie en temps réel
Un jeu de stratégie en temps réel est un genre de jeu vidéo de stratégie dont l'action se déroule en temps réel. Bien que la définition du genre fasse l’objet de débats, les jeux de stratégie en temps réel sont traditionnellement définis par les termes « récolter, construire et détruire », c’est-à-dire comme des jeux de stratégies militaires incluant des éléments de gestion et de construction de bases. L’action se déroulant en temps réel, le joueur ne dispose que d’un temps limité pour gérer ses ressources et ses bases et contrôler ses unités, ce qui introduit les notions de rapidité et de micromanagement en plus de la dimension stratégique et explique que le contrôle à la souris et au clavier soit généralement privilégié.

### 4X
Un jeu 4X est un genre de jeu vidéo de stratégie dans lequel le joueur contrôle un empire et dont le système de jeu est fondé sur quatre grand principe : exploration, expansion, exploitation et extermination. Il nécessite ainsi d'explorer le monde du jeu pour découvrir de nouveaux territoires, d'agrandir son territoire par l'établissement de nouvelles colonies ou en étendant son influence sur des colonies existantes, de collecter et de gèrer des ressources et de surpasser ses adversaires par différents moyens, dont la force, l'économie et la diplomatie.

### Auto Battler
Un jeu de stratégie comprenant des éléments ressemblant aux échecs il consiste à placer les personnages sur un champ de bataille en forme de grille pendant une phase de préparation, puis à combattre les personnages de l'équipe adverse sans aucune interaction directe de la part du joueur. Le combat étant automatiquement résolu par le jeu. 
Le genre  a été créé et popularisé par Dota Auto Chess au début de l'année 2019 et très vite d'autres titre basés sur celui-ci sont sorties, tels que Teamfight Tactics et Dota Underlords.